# Rudolf Steinböck
Rudolf Steinboeck (7 de agosto de 1908 - 19 de agosto de 1996) fue un director teatral, operístico y cinematográfico de nacionalidad austriaca.

## Biografía
Nacido en Baden bei Wien, Austria, Steinboeck se formó en la Universidad de Música y Arte Dramático de Viena. Posteriormente actuó en Estrasburgo (1933/34) y en Viena (1934 a 1938), donde trabajó en el cabaret Literatur am Naschmarkt, siendo uno de los mecenas del escritor Jura Soyfer.
En 1938 comenzó a trabajar como actor y director en el Theater in der Josefstadt, y entre 1945 y 1954 fue el sucesor de Heinz Hilpert como director de ese teatro.
Como actor, debutó en 1939 como Karl Schilf en la pieza de Ferdinand Raimund Das Mädchen aus der Feenwelt oder Der Bauer als Millionär. Hasta 1945 hizo varios papeles, entre ellos el de Hortensio en La fierecilla domada (de William Shakespeare) y el de Tuzenbach en Las tres hermanas (de Antón Chéjov), actuando también en Ingeborg (de Curt Goetz) y Time and the Conways (de J. B. Priestley).
A partir de 1945 trabajó únicamente como director, formando una conocida compañía teatral con Paula Wessely, Attila Hörbiger y Adrienne Gessner. Produjo con éxito en 1945 y 1954 la comedia de Hugo von Hofmannsthal Der Schwierige, que llevó a escena en 1967 en el Festival de Salzburgo con O. W. Fischer, y de nuevo en 1978 en el Burgtheater con Michael Heltau y Erika Pluhar.
Otras obras llevadas a escena por él en el Theater in der Josefstadt fueron Der jüngste Tag (de Ödön von Horváth), El alma buena de Szechwan (de Bertolt Brecht), Der lebende Leichnam (de León Tolstói), Olympia (de Ferenc Molnár), Wir sind noch einmal davongekommen (de Thornton Wilder), Cuento de invierno (de William Shakespeare), La sonrisa de la Gioconda (de Aldous Huxley), Mein Herz ist im Hochland (de William Saroyan), De ratones y hombres (de John Steinbeck), In Ewigkeit Amen (de Anton Wildgans), Nachfolge-Christi-Spiel (de Max Mell), Das Glas Wasser (de Eugène Scribe), así como piezas de Jean Anouilh y Jean Giraudoux. Entre 1970 y 1985 Steinboeck trabajó en varias ocasiones como director invitado en el Josefstadt, representando Una mujer sin importancia (de Oscar Wilde), Die beiden Klingsberg  (de August von Kotzebue) y Der Rosenkavalier (de Hugo von Hofmannsthal).
Entre los años 1957 y 1984 Steinboeck trabajó de manera continua en el Burgtheater, con piezas de Raimund como Moisasurs Zauberfluch (1960), Die unheilbringende Zauberkrone (1961), Der Alpenkönig und der Menschenfeind (1965) y Der Bauer als Millionär (1966, con Paul Hörbiger). También participó en el estreno alemán de Nach dem Sündenfall (1964,  de Arthur Miller) y Die Lokomotive (1967, de André Roussin), así como en Empfindliches Gleichgewicht (1967, de Edward Albee), Liebe für Liebe (1969, de William Congreve), Der jüngste Tag (1969, de Ödön von Horváth), Ein unausstehlicher Egoist (1971, de Francoise Dorin, con Theo Lingen), Espectros (1975, de Henrik Ibsen), Frau von Kauenhofen (1978, de Hartmut Lange, con Paula Wessely), Der Unbestechliche (1982, de Hofmannsthal) y Olympia (1984, de Molnár). Desde el año 1978 fue nombrado miembro honorario del Burgtheater.
En el Teatro Schiller de Berlín produjo en 1956 Der Bauer als Millionär, llevando la misma pieza en 1961 al Festival de Salzburgo. En Berlín y Hamburgo actuó principalmente en teatros de Oscar Fritz Schuh. Fueron particularmente ejemplares sus producciones de obras de Hofmannsthal y Arthur Schnitzler. Pero además fue director de ópera, y trabajó también para la radio, el cine y la televisión. 
Rudolf Steinboeck falleció en Viena, Austria, en el año 1996. Fue enterrado en el Cementerio Neustifter Friedhof, en Neustift am Walde. Había estado casado con la actriz Aglaja Schmid.

## Filmografía (selección)
- 1937 : Der Pfarrer von Kirchfeld (actor)
- 1948 : Das andere Leben (director)
- 1949 : Liebe Freundin (director)
- 1952 : Abenteuer im Schloss (director)
- 1961 : Der Bauer als Millionär (director)
- 1965 : Der Alpenkönig und der Menschenfeind (director)